# Xacona
Xacona, chaconne o ciaccona, és una composició instrumental que inicialment (per bé que no ha estat confirmat), podria haver estat un ball popular d'origen hispànic, que aparegué al segle xvi, anàloga al passacaglia, de la qual es distingia probablement perquè hom mantenia la mateixa tonalitat en les diverses variacions sobre el baix obstinat.
S'estengué llavors a altres països d'Europa, transformant-se en un ball de caràcter noble interpretat per diversos instruments, en orquestra o solistes, esdevenint una peça de grans proporcions, en compàs binari o ternari, lenta i solemne, basada en la repetició i la variació d'un tema comprenent en general 4 o 8 compassos amb recuperació.
Entre els clàssics, fou conreada per Monteverdi, Frescobaldi, Rameau, etc. Ha esdevingut especialment coneguda la xacona corresponent al cinquè moviment de la Partita per a violí sol núm. 2, BWV 1004, de J.S. Bach, reescrita per al piano per Busoni.